# メリット (たばこ)

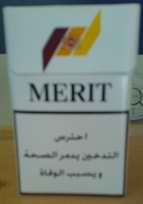
エジプトで販売されているメリット

メリット（Merit）は、フィリップモリス社によって製造されるタバコのブランド名。比較的早くから販売されている低タール製品である。ヨーロッパ等では7～8mg前後のフィルター（オレンジ）と4mg前後のウルトラライト（ブルー/日本のメリットはこれに相当）の2本立てで販売されている場合が多い。

## 製品一覧
日本では現在全銘柄廃盤となっている。